# Atotonilco el Grande (kommun)
Atotonilco el Grande är en kommun i Mexiko.   Den ligger i delstaten Hidalgo, i den sydöstra delen av landet, 110 km norr om huvudstaden Mexico City.
Följande samhällen finns i Atotonilco el Grande:
- Atotonilco el Grande
- La Estancia
- Santa María Amajac
- Los Tepetates
- La Cumbre de San Lucas
- Barrio de Metlapa
- Cerro Blanco
- Barrio Coyula
- Barrio el Atorón
- Pedregal de San Nicolás
- Paredones
- Pueblo Nuevo